# Андрос (мифология)
Андрос, также Андрон (др.-греч. Άνδρος) — персонаж древнегреческой мифологии, сын Ания и Дориппы (Δωρίππη).
Его отца Ания его отец Аполлон обучил искусству предсказания. 
Имя Андроса носит один из кикладских островов и город, расположенный на нём.